# 山西省纺织工业学校
山西省纺织工业学校（英語：Shanxi Textile Industry School）是曾位于山西省榆次市一所纺织类中专工科学校。2000年参与合并太原理工大学，成为太原理工大学轻纺工程与美术学院。

## 历史沿革
- 1958年山西省轻工业学校在太原市西羊市街成立[2]
- 1958年9月15日山西省纺织学校在榆次市安宁村西成立[3]
- 1961年8月，位于太原市的山西省轻工业学校迁榆次和山西省纺织学校合并，校名定为山西省轻工业学校[1]

1960年省政府批准，山西省轻工业学校（含专科部）从太原迁榆次与山西省纺织学校合并，更名为山西省轻工业学校。
- 1964年在校内成立山西省轻化工业技校
- 1965年在校内成立半工半读的山西省轻工业师范学院。
- 1967年学校改为山西省轻工业学院

山西省轻工业师范学院、山西省轻化工业技校、山西省轻工业学院3所学校由一套领导班子主持工作。有本科、中专、技工3个办学层次并存。
- 1966年“文化大革命”开始后，学校教学活动基本停止。1970年6月，在校学生全部毕业，山西省轻工业师范学院、山西省轻化工业技校、山西省轻工业学院3校全部停办，教职工大部分下放
- 1972年9月学校中专部分复学复办，校名仍为山西省轻工业学校，隶属山西省轻工业局。山西省轻工业学院、山西省轻化工业技校未复办
- 1978年太原工学院轻工专科班创建（合署）

国家恢复高考制度后，1978年经山西省人民政府批准，学校大学部改为太原工学院轻工专科班，招收太原工学院纺织专科班学生
- 1980年1月山西省轻工业学校更名山西省纺织工业学校，隶属山西省纺织工业厅；太原工学院轻工专科班更名为太原工学院纺织专科班

1979年12月，山西省纺织工业公司由山西省轻工业厅分出，组建了山西省纺织工业厅。学校划归纺织工业厅主管，山西省轻工业学校改名为山西省纺织工业学校，大专班也相应改为太原工学院纺织专科班。同时，在太原市剪子湾重建山西省轻工业学校（现山西轻工职业技术学院），1983年初建成。
- 1985年，太原工学院纺织专科班改为太原工业大学纺织专科班
- 1996年3月，山西省纺织技工学校从运城迁至山西省纺织工业学校校区办学。
- 2000年6月，经国家教育部批准，学校成为首批国家级重点中等职业学校。
- 2000年6月，山西省纺织工业学校并入太原理工大学，组建成为太原理工大学轻纺工程与美术学院。

2000年6月，山西省人民政府下达晋政函[2000]141号《关于同意山西省纺织工业学校并入太原理工大学组建太原理工大学轻纺工程与美术学院的批复》，正式批准山西省纺织工业学校并入太原理工大学，组建太原理工大学轻纺工程与美术学院，并撤销山西省纺织工业学校建制。9月，太原理工大学轻纺工程与美术学院正式招生。

## 校园环境
据1995年统计，山西省纺织工业学校占地131亩，建筑面积42800平方米。图书馆2682平方米。有工科类各种实验室18个；有美术专修楼1幢。

## 组织机构

### 院系设置
1995年，该校设纺纱、机织、针织、染整、化纤、电气、机电、计算机应用、工业仪表及自动化、工业财会、装潢、工艺绘画、室内设计、服装设计与制作共计14个专业。